# Linia kolejowa KWK Jankowice – KWK Jankowice Szyb VI
Linia kolejowa KWK Jankowice – KWK Jankowice Szyb VI – przemysłowa linia kolejowa zarządzana przez spółkę Infra Silesia. Linia kolejowa jest poprowadzona od stacji KWK Jankowice do stacji KWK Jankowice Szyb VI.